# Hypolimnas anthedon
Hypolimnas anthedon är en fjärilsart som beskrevs av Doubleday 1845. Hypolimnas anthedon ingår i släktet Hypolimnas och familjen praktfjärilar. Inga underarter finns listade i Catalogue of Life.

## Bildgalleri

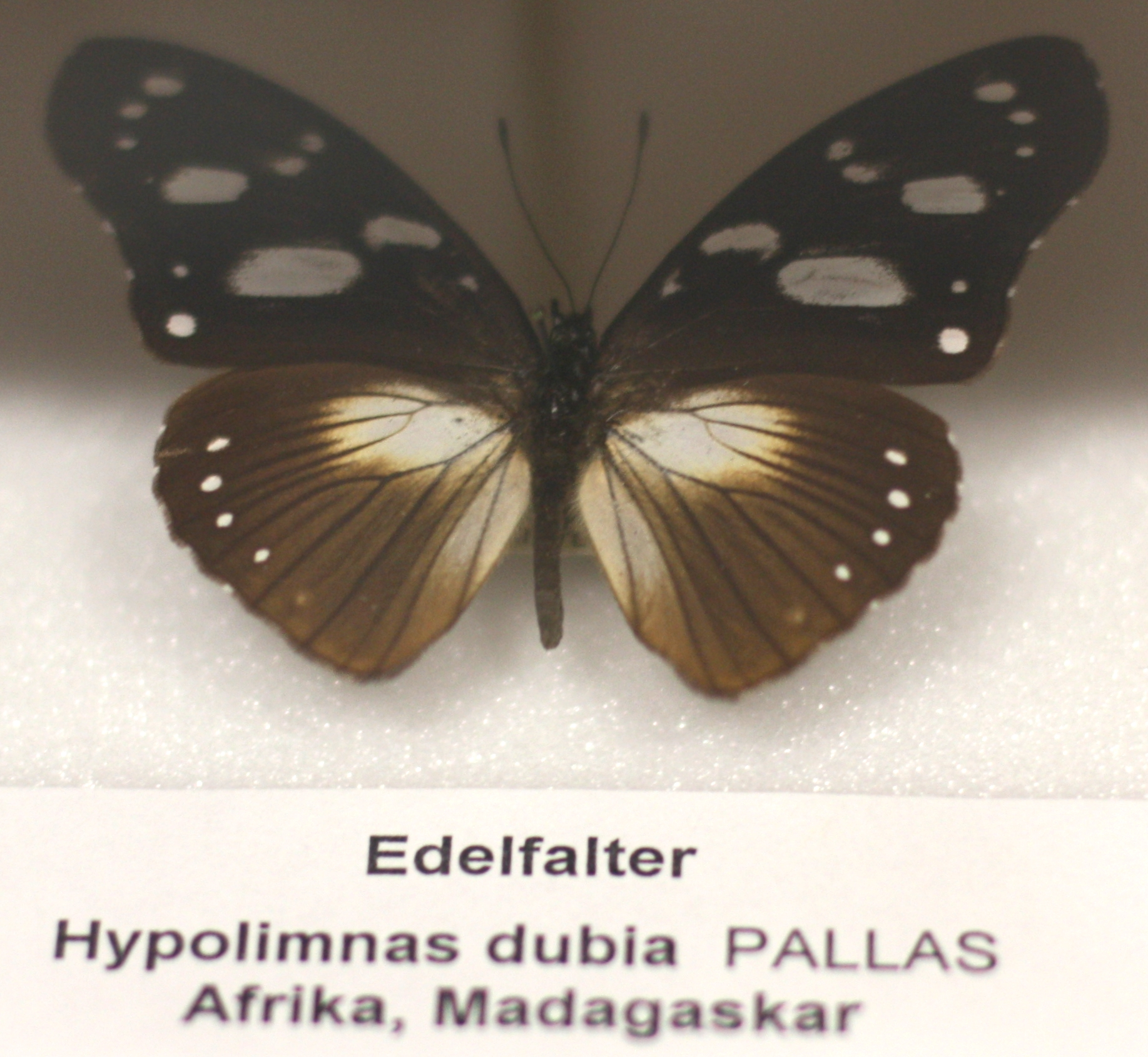